# Thurovia triflora
 Thurovia triflora  Rose, 1895 è una specie di piante angiosperme dicotiledoni della famiglia delle Asteraceae, sottofamiglia Asteroideae,  tribù Astereae (North American lineage) e sottotribù Gutierreziinae.  Thurovia triflora è anche l'unica specie del genere  Thurovia   Rose, 1895.

## Etimologia
Il nome generico (Thurovia) probabilmente è stato dato in onore di Frederick William Thurow (1852-1930) un collezionista botanico germanico-americano. La sua collezione di 1.600 specie del Texas comprende la maggior parte dell'erbario che attualmente si trova presso il Sam Houston State Teachers' College di Huntsville.  L'epiteto specifico ( triflora) si riferisce al numero dei fiori dell'infiorescenza.
Il nome scientifico della specie è stato definito dal botanico Joseph Nelson Rose (1862-1928) nella pubblicazione " Contributions from the United States National Herbarium. Smithsonian Institution" ( Contr. U.S. Natl. Herb. 3(5): 321, fig) del 1895. Il nome scientifico del genere è stato definito nella stessa pubblicazione.

## Descrizione
Portamento. La specie di questa voce ha un habitus di tipo erbaceo annuale o perenne a breve vita.
Fusto. La parte aerea in genere è eretta, semplice o ramosa dalla metà superiore. 
Foglie. Le foglie, tutte cauline, sono disposte in modo alternato. La lamina è semplice con forme lineari ascendenti e appressate al fusto. Sulla superficie possono essere presenti dei punti ghiandolari.
Infiorescenza. Le sinflorescenze sono scapose e spicate (10 - 20 capolini per pianta). Le infiorescenze vere e proprie sono composte da un capolino ascellare sessile di tipo discoide. I capolini sono formati da un involucro, con forme strettamente turbinate, composto da diverse brattee, al cui interno un ricettacolo fa da base ai fiori di due tipi: fiori del raggio (qui assenti) e fiori del disco. Le brattee, piatte e a consistenza erbacea (sono coriacee nella parte basale), sono disposte in modo più o meno embricato su 5 - 9 serie. Il ricettacolo in genere è nudo ossia senza pagliette a protezione della base dei fiori; la forma è piatta o da convessa a conica.
Fiori.  I fiori sono tetra-ciclici (formati cioè da 4 verticilli: calice – corolla – androceo – gineceo) e pentameri (calice e corolla formati da 5 elementi). Si distinguono in:
- fiori del raggio (esterni): sono assenti;
- fiori del disco (centrali): sono 3 con forme brevemente tubulose (attinomorfe); sono ermafroditi.

- Formula fiorale:

*/x K {\displaystyle \infty }, [C (5), A (5)], G 2 (infero), achenio
- Calice: i sepali del calice sono ridotti ad una coroncina di squame.

- Corolla: (fiori del disco) la forma è tubulare-imbutiforme bruscamente divaricata in 5 lobi; i lobi, patenti e ricurvi, hanno una forma lanceolata; il colore è giallo o giallo pallido.

- Androceo: l'androceo è formato da 5 stami sorretti da filamenti generalmente liberi; gli stami sono connati e formano un manicotto circondante lo stilo con inserzione nella giunzione tra il tubo della corolla e il lembo; le teche (produttrici del polline) alla base sono troncate e sono lievemente auricolate (molto raramente sono speronate o hanno una coda); le appendici apicali delle antere hanno delle forme piatte e lanceolate; il tessuto endoteciale (rivestimento interno dell'antera) è quasi sempre polarizzato (con due superfici distinte: una verso l'esterno e una verso l'interno). Il polline è sferico con un diametro medio di circa 25 micron;  è tricolporato (con tre aperture sia di tipo a fessura che tipo isodiametrica o poro) ed è echinato (con punte sporgenti).[10][12]

- Gineceo: l'ovario è infero uniloculare formato da 2 carpelli.[6] Lo stilo (il recettore del polline) è profondamente bifido (con due stigmi divergenti) e con le linee stigmatiche marginali separate.[13] I due bracci dello stilo hanno una forma lineare e possono essere papillosi o ricoperti da ciuffi di peli.

Frutti. I frutti sono degli acheni con pappo. Gli acheni, con forme obconiche; la superficie è bianco-sericea. Il pappo è formato da 10 subulate scaglie su 2 serie.

## Biologia
Impollinazione: tramite insetti (impollinazione entomogama tramite farfalle diurne e notturne).

Riproduzione: la fecondazione avviene fondamentalmente tramite l'impollinazione dei fiori.

Dispersione: i semi cadono a terra e vengono dispersi soprattutto da insetti come formiche (disseminazione mirmecoria). Un altro tipo di dispersione è zoocoria: gli uncini delle brattee dell'involucro (se presenti) si agganciano ai peli degli animali di passaggio che portano così i semi anche su lunghe distanze. Inoltre per merito del pappo il vento può trasportare i semi anche per alcuni chilometri (disseminazione anemocora).

## Distribuzione e habitat
La specie di questa voce è distribuita in Texas.

## Sistematica
La famiglia di appartenenza di questa voce (Asteraceae o Compositae, nomen conservandum) probabilmente originaria del Sud America, è la più numerosa del mondo vegetale, comprende oltre 23.000 specie distribuite su 1.535 generi, oppure 22.750 specie e 1.530 generi secondo altre fonti (una delle checklist più aggiornata elenca fino a 1.679 generi). La famiglia attualmente (2021) è divisa in 16 sottofamiglie; la sottofamiglia Asteroideae è una di queste e rappresenta l'evoluzione più recente di tutta la famiglia.

### Filogenesi
La tribù Astereae (una delle 21 tribù della sottofamiglia Asteroideae) comprende circa 40 sottotribù. In base alle ultime ricerche nella tribù sono stati individuati (provvisoriamente) 5 principali lignaggi:
- Basal grade: include alcuni generi isolati, il gruppo "South American-Oceania",  alcune sottotribù africane e il gruppo dei generi legnosi del Madagascar.
- Bellis lineage: comprende le sottotribù eurasiatiche e una sottotribù africana.
- Aster lineage: include i generi asiatici di Asterinae e i principali gruppi dell'Australia e dell'Oceania.
- Baccharis lineage: include alcuni gruppi sudamericani.
- North American lineage: include la vasta gamma di sottotribù del Nordamerica, Messico e alcuni gruppi distribuiti nel Sudamerica.

Il genere  Thurovia  (insieme alla sottotribù Gutierreziinae) è incluso nel lignaggio "North American lineage". In precedenti trattazioni le specie di questo genere erano descritte all'interno della sottotribù Solidagininae. In base a ricerche di tipo filogenetico il genere di questa voce, nell'ambito della sottotribù, occupa una posizione vicina al "core" e con il genere Bigelowia  forma un "gruppo fratello".
I caratteri distintivi della specie  Thurovia triflora sono:
- le infiorescenze si compongono di capolini disposti in posizione ascellare;
- i fiori del raggio sono assenti;
- i fiori del disco sono tre;
- il pappo è formato da scaglie dotate di robuste punte, lunghe quanto la corolla del rispettivo fiore e sono disposte su 2 serie.

Il numero cromosomico delle specie di questo genere è: 2n = 10.

### Sinonimi
Sono elencati alcuni sinonimi per questa entità:
- Gutierrezia triflora (Rose) M.A.Lane